# Everton Felipe
Everton Felipe de Oliveira Silva (Limoeiro, Pernambuco, Brasil, 28 de julio de 1997), conocido como Everton Felipe, es un exfutbolista brasileño. Jugaba de centrocampista.
Anunció su retiro a los 26 años debido a una lesión de ligamentos.

## Trayectoria

### Sport Recife
Everton Felipe entró a las inferiores del Sport Recife en 2011 a los 13 años de edad. El 19 de enero de 2014 con 16 años, debutó por el primer equipo en el empate 1-1 contra el Botafogo-PB por la Copa do Nordeste.
En mayo de 2014 con la llegada del entrenador Eduardo Baptista, Everton Felipe fue enviado a préstamo al Internacional por toda la temporada 2015, y fue enviado al equipo sub-17 del club. De regreso a Recife, renovó su contrato con el club hasta el 2020.
Debutó por la Serie A el 22 de mayo de 2016, como sustituto de Reinaldo Lenis en el empate 1-1 contra el Botafogo. Anotó su primer gol el 11 de septiembre, el quinto gol en la victoria por 5-3 sobre el Santa Cruz.
En septiembre de 2017 sufrió una lesión de rodilla que lo dejó fuera por siete meses.

### São Paulo
El 7 de agosto de 2018, Everton Felipe fichó por cuatro años en el São Paulo por R$6 millones.

## Estadísticas
Actualizado al último partido disputado el 3 de septiembre de 2020.
| Club | Div.          | Temporada     | Liga  | Liga  | Estatal | Estatal | Copas nacionales(1) | Copas nacionales(1) | Copas internacionales(2) | Copas internacionales(2) | Otras(3) | Otras(3) | Total | Total |
| Club | Div.          | Temporada     | Part. | Goles | Part.   | Goles   | Part.               | Goles               | Part.                    | Goles                    | Part.    | Goles    | Part. | Goles |
| --- | ------------- | ------------- | ----- | ----- | ------- | ------- | ------------------- | ------------------- | ------------------------ | ------------------------ | -------- | -------- | ----- | ----- |
| Sport Recife · Brasil | 1.ª           | 2014          | -     | -     | 3       | 0       | -                   | -                   | -                        | -                        | 5        | 0        | 8     | 0     |
| Sport Recife · Brasil | 1.ª           | 2016          | 36    | 1     | 12      | 0       | 2                   | 0                   | 1                        | 0                        | 4        | 0        | 55    | 1     |
| Sport Recife · Brasil | 1.ª           | 2017          | 19    | 1     | 8       | 1       | 8                   | 1                   | 4                        | 0                        | 11       | 1        | 50    | 4     |
| Sport Recife · Brasil | 1.ª           | 2018          | 6     | 1     | 2       | 0       | -                   | -                   | -                        | -                        | -        | -        | 8     | 1     |
| Sport Recife · Brasil | Total club    | Total club    | 61    | 3     | 25      | 1       | 10                  | 1                   | 5                        | 0                        | 20       | 1        | 121   | 6     |
| São Paulo · Brasil | 1.ª           | 2018          | 6     | 0     | -       | -       | -                   | -                   | -                        | -                        | -        | -        | 6     | 0     |
| São Paulo · Brasil | 1.ª           | 2019          | 3     | 0     | 10      | 0       | 0                   | 0                   | -                        | -                        | -        | -        | 13    | 0     |
| São Paulo · Brasil | Total club    | Total club    | 9     | 0     | 10      | 0       | 0                   | 0                   | 0                        | 0                        | 0        | 0        | 19    | 0     |
| Athletico Paranaense · Brasil                                                                                             | 1.ª           | 2019          | 5     | 0     | -       | -       | -                   | -                   | -                        | -                        | -        | -        | 5     | 0     |
| Athletico Paranaense · Brasil                                                                                             | Total club    | Total club    | 5     | 0     | 0       | 0       | 0                   | 0                   | 0                        | 0                        | 0        | 0        | 5     | 0     |
| Cruzeiro · Brasil | 2.ª           | 2020          | -     | -     | 7       | 0       | 2                   | -                   | -                        | -                        | -        | -        | 9     | 0     |
| Cruzeiro · Brasil | Total club    | Total club    | 0     | 0     | 7       | 0       | 2                   | 0                   | 0                        | 0                        | 0        | 0        | 9     | 0     |
| Atlético Goianiense · Brasil                                                                                              | 1.ª           | 2020          | 6     | 0     | -       | -       | -                   | -                   | -                        | -                        | -        | -        | 6     | 0     |
| Atlético Goianiense · Brasil                                                                                              | Total club    | Total club    | 6     | 0     | 0       | 0       | 0                   | 0                   | 0                        | 0                        | 0        | 0        | 6     | 0     |
| Total carrera | Total carrera | Total carrera | 81    | 3     | 42      | 1       | 12                  | 1                   | 5                        | 0                        | 20       | 1        | 160   | 6     |
| (1) Incluye datos de la Copa de Brasil (2) Incluye datos de la Copa Sudamericana (3) Incluye datos de la Copa do Nordeste |               |               |       |       |         |         |                     |                     |                          |                          |          |          |       |       |

## Palmarés

### Títulos nacionales
| Título                  | Club         | País                      | Año  |
| ----------------------- | ------------ | ------------------------- | ---- |
| Campeonato Pernambucano | Sport Recife | Pernambuco                | 2014 |
| Copa do Nordeste        | Sport Recife | Región Nordeste de Brasil | 2014 |
| Campeonato Pernambucano | Sport Recife | Pernambuco                | 2017 |

| Título         | Club                 | País   | Año  |
| -------------- | -------------------- | ------ | ---- |
| Copa de Brasil | Athletico Paranaense | Brasil | 2019 |